# Erige Sehiri
Erige Sehiri (Lió, 1 d'agost de 1982) és una directora de cinema i periodista independent franco-tunisiana.
El 2012 dirigeix el documental Le Facebook de mon père, versant sobre la revolució tunisiana de l'any anterior. Allà il·lustra la relació de son pare amb el seu país, que havia abandonat 40 anys abans.
El 2021 estrena Under the Fig Trees, ambientada en un camp de figues. Formà part de la selecció oficial de la 54 edició de la Quinzaine des Réalisateurs, secció paral·lela al Festival de Cannes, amb crítiques favorables. Fou seleccionada per Tunísia per a representar al país als Premis Oscar en l'edició del 2022.